# كأس شمال مقدونيا 2011–12
كأس شمال مقدونيا 2011–12 هو الموسم 20 من كأس مقدونيا. أقيم خلال الفترة 17 أغسطس 2011 وحتى 2 مايو 2012، وكان عدد الأندية المشاركة فيه 32، وفاز فيه نادي رينوفا.